# The Gerogerigegege
The Gerogerigegege (en japonés ザ・ゲロゲリゲゲゲ) es una banda japonesa de noise y rock iniciada en 1985 por Juntaro Yamanouchi en Shinjuku, Tokio. Este grupo causó mucha controversia por sus letras explícitas, por su recurrentes temáticas como la homosexualidad o el sexo y las portadas explícitas que ilustraban. El miembro Juntaro Yamanouchi es homosexual y crossdresser.

## Estilo musical
Pese a que habitualmente se les asocia con músicos de harsh noise como Merzbow y Masonna, The Gerogerigegege también lanzó álbumes de rock más tradicional (en Sexual Behaviour in the Human Male), noise (en 45RPM Performance) y ambient (en Endless Humiliation y None Friendly), sumados a sencillos en que estos estilos se fusionan.
El álbum más conocido de la banda es Tokyo Anal Dynamite, lanzado en 1990. Este consiste en 75 canciones en que se mergen las improvisaciones punk de Ramones (de hecho, Juntaro grita "¡1, 2, 3, 4!" una y otra vez al principio de las canciones, tal como la banda neoyorkina) y el sonido frenético de Naked City.

## Integrantes
En su trayectoria, The Gerogerigegege tuvo numerosos integrantes, siendo el único miembro constante su fundador, Juntaro Yamanouchi. Aparte de Yamanouchi, el más notable y constante integrante de la banda fue Gero 30, un exhibicionista conocido por masturbarse en el escenario durante las presentaciones en vivo. De hecho, el término "senzuri" (concepto que se usa en Japón para referirse a la masturbación) se volvió un sello del grupo. Yamanouchi había conocido a Gero 30 en un club de sadomasoquismo en 1986.
Otros partícipes destacables fueron el baterista Toshinori "Dynamite Gero" Fukuda, el guitarrista Hironao "Dee Dee Gero" Komaki, además del mánager de la banda, Junko "Gero Grace Seijoh" Katoh, y su chofer, Masatoshi "Gero Route 66" Katsuya. 

## Lanzamientos
The Gerogerigegege fueron conocidos por sus lanzamientos en ediciones extremadamente limitadas y con contenido a veces polémico y perturbador, como en Showa, de 1989, en el que se mezclaba una grabación de gente manteniendo relaciones sexuales con "Kimigayo", el himno nacional de Japón, y cuya portada sugería indicar que se trataba de un disco de Ramones, sin ninguna mención a The Gerogerigegege. Otro ejemplo es el EP Night, que consiste en lo que parece ser la grabación de un hombre defecando.
El compilado Recollections of Primary Masturbation, por su parte, contiene 338 canciones, incluyendo el álbum Tokyo Anal Dynamite completo en una pista, además de incorporar 223 canciones inéditas en dos pistas de alrededor de 5 minutos de duración cada una.
La banda también publicó obras conceptuales y no musicales, como This Is Shaking Box Music, Part 2, consistente en una copia en casete destruida del EP Mother Fellatio. Art is over, en tanto, consiste en un tentáculo de pulpo contenido en una caja de casete. Estos lanzamientos no musicales eran típicamente publicados en cantidades incluso más reducidas que la de sus álbumes musicales, en tirajes de 50 o menos copias.

## Estado actual, mitos, y regreso
The Gerogerigegege han estado inactivos desde la súbita desaparición de Juntaro Yamanouchi pasado su álbum Saturday Night Big Cock Salaryman lanzado en 2001. En aquel entonces, se rumoreaba que murió, que se institucionalizó o que simplemente no deseaba estar en el grupo. También se dice que su hermano murió en un accidente automovilístico y que el hecho lo deprimió a tal punto de enfermar mentalmente.
El 27 de agosto de 2013, hizo un anuncio el miembro principal Juntaro Yamanouchi, algo que a muchos les sorprendió y que se desmintió el mito de su muerte, en la cual fue el regreso de The Gerogerigegege en el Twitter oficial del miembro Juntaro Yamanouchi.
Después de 15 años de su separación sacan su nuevo álbum de estudio titulado "Moenai Hai" en el 2016 por Eskimo Records.
A la fecha, Juntaro continua realizando álbumes, EP, y reediciones de lanzamientos de los años 90, mientras el caso de Gero 30, Juntaro comentó que se encontraba hospitalizado, aún manteniendo contacto con el líder del grupo. Gero 30 murio el 5 de septiembre de 2017.